# Modaliteit (muziek)
Onder modaliteit wordt het gebruik van modi verstaan (Latijn: modus = wijze, de wijze waarop de diatonische hele en halve tonen worden geordend t.o.v. de finalis en elkaar). Het woord modi wordt vaak gebruikt als men verwijst naar de gebruikelijke kerkmodi of toonsoorten met bijhorende toonladders van het gregoriaans tot op vandaag: eolisch, ionisch, dorisch, frygisch, lydisch en mixolydisch. Deze toonsoorten of modi komen voor als authentieke modus of als plagale modus (ofwel hypomodus). In het laatste geval bevindt de finalis (slotnoot) zich in het midden van de toonladder.
Onder modaliteit resulteert ook de muziek of de muziekpassage die getuigt van modaal-functionele harmonie en/of melodie.
Modaal-functionele harmonie en/of melodie maakt veelal gebruik van de kerkmodi.
Bij modaal-functionele harmonie spreekt men van 'verlinksen' omdat de subdominant zich in de kwintencirkel links van de tonica bevindt en de relatie S-T (hoofdfuncties subdominant-tonica) primeert. In die zin spreken we ook van tussensubdominanten, zie bijvoorbeeld sommige muziek van J. Brahms.
Kerktoonladders zijn heptatonische toonreeksen, wat wil zeggen dat ze uit zeven tonen bestaan.
In de geschiedenis van de klassieke muziek in brede betekenis (niet verwijzend naar het classicisme) werden onderstaande modi gebruikt. De namen waren ontleend aan de oude Griekse muziektheorie, en stonden elk voor een landstreek in Griekenland:
| Ionisch     | (C - D - E - F - G - A - B - C) | |
| Dorisch     | (D - E - F - G - A - B - C - D) | |
| Frygisch    | (E - F - G - A - B - C - D - E) | Leuk om weten is dat de modi (tonoi) die bij de Grieken frygisch en dorisch heetten sinds Boethius zijn verwisseld (frygisch werd dorisch genoemd en omgekeerd). Een kleine vergissing, die intussen al eeuwen algemeen gebruikelijk is, binnen de overdracht van de muziektheorie. |
| Lydisch     | (F - G - A - B - C - D - E - F) | |
| Mixolydisch | (G - A - B - C - D - E - F - G) | |
| Eolisch     | (A - B - C - D - E - F - G - A) | |
| Locrisch    | (B - C - D - E - F - G - A - B) | De naam verwijst naar een gebied of volk in Griekenland, Locrië/Locriërs. Kenmerkend is de verminderde kwint tussen de eerste en vijfde toontrap. De Locrische modus is geen kerktoonaard.                                                                                          |

De meeste wereldmuziek heeft een modaal karakter.

## Modi in de jazz
In de jazzmuziek worden de kerktoonladders gebruikt om te improviseren over bepaalde akkoorden.
| Modus   | Ionisch | Dorisch | Frygisch | Lydisch  | Mixolydisch | Eolisch | Locrisch   |
| ------- | ------- | ------- | -------- | -------- | ----------- | ------- | ---------- |
| Akkoord | Cmaj7   | Dm7     | Esus b9  | Fmaj7#11 | G7          | Am7     | Bø (Bm7b5) |

Hoewel zowel dorisch als eolisch kunnen worden gespeeld over een klein-septiemakkoord (m7), wordt dorisch het meest gebruikt vanwege de meer consonante grote sext (bijvoorbeeld de B in Dm7) in plaats van de kleine sext in de aeolische ladder. Zo wordt ook vaak in plaats van locrisch de 6e modus van melodisch mineur over een halfverminderd akkoord gespeeld (ø of m7b5) omdat de grote none in die modus (bijvoorbeeld de C# bij een Bø-akkoord) consonanter klinkt (dan de kleine none in locrisch) bij een m7b5-akkoord.